# نيابينا
نيابينا (بالإنجليزية: Niabina)‏ هي بلدية ومدينة في ولاية البراكنة (بالإنجليزية: Brakna)‏ في جنوب موريتانيا. كان يبلغ عدد سكانها 10,387 نسمة في عام 2000.